# Jeffrey Lieber
Pour les articles homonymes, voir Lieber.
Jeffrey Lieber (né en 1969 à Evanston, Illinois) est un scénariste américain.
Il est notamment cocréateur du feuilleton télévisé Lost : Les Disparus. Dans un premier temps, la chaîne de télévision ABC l'avait engagé pour en écrire l'épisode pilote. Intitulé Nowhere (Nulle part), il reposait sur un scénario dramatique et réaliste. Mais à la suite d'une évolution de l'argument, ABC demanda à J. J. Abrams et Damon Lindelof d'adapter son script. Néanmoins, après arbitrage, Jeffrey Lieber fut officiellement reconnu par la WGA comme un des cocréateurs de la série.